# Amblyseius valpoensis
Amblyseius valpoensis är en spindeldjursart som beskrevs av Gonzalez och Schuster 1962. Amblyseius valpoensis ingår i släktet Amblyseius och familjen Phytoseiidae. Inga underarter finns listade i Catalogue of Life.